# Carlo il Giovane
Carlo, detto Carlo il Giovane (772 circa – Baviera, 4 dicembre 811), è stato un re franco incoronato nella stessa notte in cui il padre, Carlo Magno, veniva incoronato imperatore.

## Biografia
Primogenito del re di tutti i Franchi e futuro imperatore Carlo Magno e della terza moglie Ildegarda, (758-783) figlia del conte Geroldo di Vinzgouw e Emma d'Alemannia, figlia di Hnabi, duca di Alemannia. In effetti Carlo fu il secondogenito di Carlo Magno, in quanto il primogenito era Pipino il Gobbo, nato da Imiltrude che era stata ripudiata nel 770. Nel 781, Carlo venne designato re dei Franchi, mentre i suoi fratelli più giovani, Carlomanno (con il nome di Pipino) fu designato re d'Italia e Ludovico, re d'Aquitania; il fratellastro Pipino il Gobbo, l'anno prima (780) era stato diseredato.
Dopo la repressione che suo padre, Carlo Magno, nel 782, aveva attuato contro i Sassoni vi furono, negli anni seguenti, una serie di rivolte, degli stessi Sassoni, per affrontare le quali, dal 784, Carlo il Giovane affiancò il padre alla guida dell'esercito dei Franchi. Proseguirono le spedizioni con l'esercito in Sassonia sino al 785, stabilendo il quartier generale a Erphesfurt (o Eresburg). Riuscirono a domare tutte le rivolte tanto che, nel Natale del 785, Vitichindo e parte del suo popolo vennero al palazzo reale di Attigny, nelle Ardenne a farsi battezzare e abbracciare il Cristianesimo. Carlo il Giovane da allora fu sempre coinvolto nel governo e nelle guerre della Sassonia. Nel 790 oltre al governo della Sassonia, pare che Carlo il Giovane abbia ricevuto dal padre il ducatus Cenomannicus (corrispondente al futuro ducato del Maine), con il titolo di re.
Verso il 789, Carlo Magno cercò di organizzare un matrimonio tra Carlo il Giovane e una delle figlie di Offa di Mercia, mentre quest'ultimo ne propose uno tra il figlio Ecgfrith e una delle figlie del monarca franco. Carlo considerò questa richiesta come un grave affronto e per questo chiuse temporaneamente i porti franchi ai commerci con l'Inghilterra. Carlo diede anche asilo ad alcuni rifugiati, scappati da Offa, tra cui Egbert, che ottenne protezione sino all'802 quando tornò nel regno del Wessex e ottenne il trono del Wessex dopo la morte di Beorhtric e dello stesso Offa.
Quando il 6 febbraio dell'806, per evitare guerre di successione, Carlo Magno provvide alla divisione dell'impero, confermò Carlo come re dei Franchi e i suoi fratelli Ludovico e Pipino, rispettivamente, in Aquitania e Italia (del Nord, cioè la Longobardia), ma non stabilì quale di essi gli sarebbe eventualmente succeduto sul trono imperiale. Carlo il Giovane morì improvvisamente, in Baviera, il 4 dicembre 811, per cause sconosciute.

## Discendenza
Non si conosce nessuna discendenza certa di Carlo il Giovane. Roberto il Forte, marchese di Neustria, quasi sicuramente, non fu figlio di Carlo il Giovane, come sostenuto da qualcuno. Molto probabilmente neanche Odacre, padre del primo conte di Fiandra Baldovino I, era suo figlio.

## Ascendenza
|                     |   |                     | Genitori               |  |  | Nonni |  |  | Bisnonni       |  |  | Trisnonni         |  |
|                     |   |                     |                        |  |  |       |  |  | Carlo Martello |  |  | Pipino di Herstal |  |
|                     |   |                     |                        |  |  |       |  |  | Carlo Martello |  |  | Pipino di Herstal |  |
|                     |   | Alpaïde di Bruyères |                        |  |  |       |  |  | Carlo Martello |  |  |                   |  |
| Pipino il Breve     |   |                     |                        |  |  |       |  |  | Carlo Martello |  |  |                   |  |
|                     |   | Rotrude di Treviri  | Lamberto II di Hesbaye |  |  |       |  |  |                |  |  |                   |  |
|                     |   | Rotrude di Treviri  | Lamberto II di Hesbaye |  |  |       |  |  |                |  |  |                   |  |
|                     |   | Rotrude di Treviri  | Clotilde               |  |  |       |  |  |                |  |  |                   |  |
| Carlo Magno         |   | Rotrude di Treviri  |                        |  |  |       |  |  |                |  |  |                   |  |
|                     |   | Cariberto di Laon   | ?                      |  |  |       |  |  |                |  |  |                   |  |
|                     |   | Cariberto di Laon   | ?                      |  |  |       |  |  |                |  |  |                   |  |
|                     |   | Cariberto di Laon   | Bertrada di Prüm       |  |  |       |  |  |                |  |  |                   |  |
| Bertrada di Laon    |   | Cariberto di Laon   |                        |  |  |       |  |  |                |  |  |                   |  |
|                     |   | Gisella di Laon     | ?                      |  |  |       |  |  |                |  |  |                   |  |
|                     |   | Gisella di Laon     | ?                      |  |  |       |  |  |                |  |  |                   |  |
|                     |   | Gisella di Laon     | ?                      |  |  |       |  |  |                |  |  |                   |  |
| Carlo il Giovane    |   | Gisella di Laon     |                        |  |  |       |  |  |                |  |  |                   |  |
|                     | … | …                   |                        |  |  |       |  |  |                |  |  |                   |  |
|                     | … | …                   |                        |  |  |       |  |  |                |  |  |                   |  |
|                     | … | …                   |                        |  |  |       |  |  |                |  |  |                   |  |
| Geroldo di Vintzgau | … |                     |                        |  |  |       |  |  |                |  |  |                   |  |
|                     |   | …                   | …                      |  |  |       |  |  |                |  |  |                   |  |
|                     |   | …                   | …                      |  |  |       |  |  |                |  |  |                   |  |
|                     |   | …                   | …                      |  |  |       |  |  |                |  |  |                   |  |
| Ildegarda           |   | …                   |                        |  |  |       |  |  |                |  |  |                   |  |
|                     |   | Hnabi               | Huoching               |  |  |       |  |  |                |  |  |                   |  |
|                     |   | Hnabi               | Huoching               |  |  |       |  |  |                |  |  |                   |  |
|                     |   | Hnabi               | …                      |  |  |       |  |  |                |  |  |                   |  |
| Emma d'Alemannia    |   | Hnabi               |                        |  |  |       |  |  |                |  |  |                   |  |
|                     |   | …                   | …                      |  |  |       |  |  |                |  |  |                   |  |
|                     |   | …                   | …                      |  |  |       |  |  |                |  |  |                   |  |
|                     |   | …                   | …                      |  |  |       |  |  |                |  |  |                   |  |
|                     |   | …                   |                        |  |  |       |  |  |                |  |  |                   |  |